# Terrasse du Roi lépreux
La terrasse du Roi lépreux est située au nord de la terrasse des Éléphants, dans l'ancienne ville d'Angkor Thom, sur le site d'Angkor, au Cambodge. Cet ensemble appartient au groupe architectural du palais royal avec le temple personnel des rois, le Phimeanakas, qui s'élève à proximité du Baphuon, le temple funéraire. Elle date du XIIe siècle, mais a eu une histoire complexe.
Les deux terrasses font face à la grande place royale et aux petites tours des Prasat Suor Prat puis, au-delà, les Kleang, Nord et Sud.

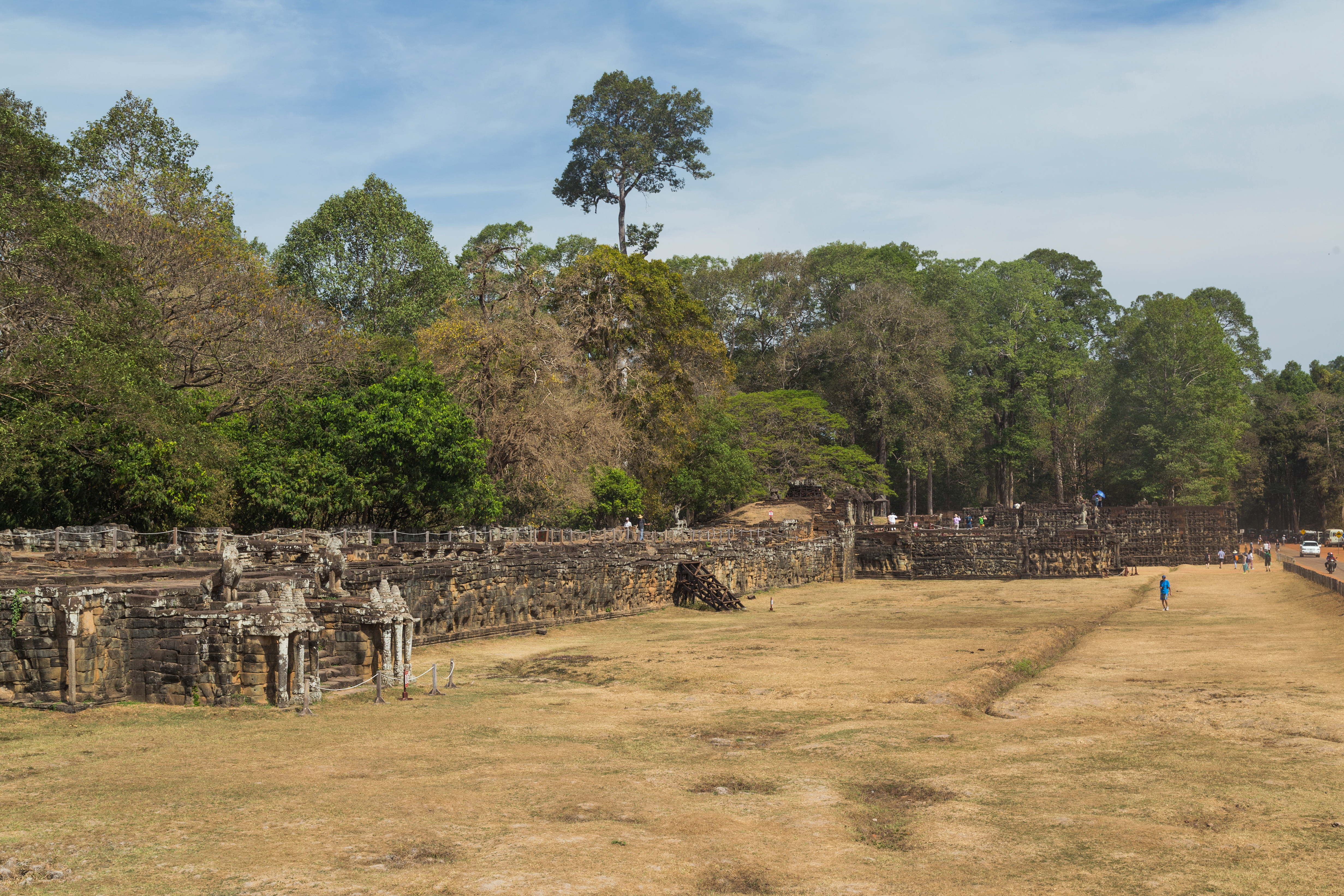
Les deux terrasses.
À l'extrême droite, celle du Roi lépreux.

## Terrasse: description et historique

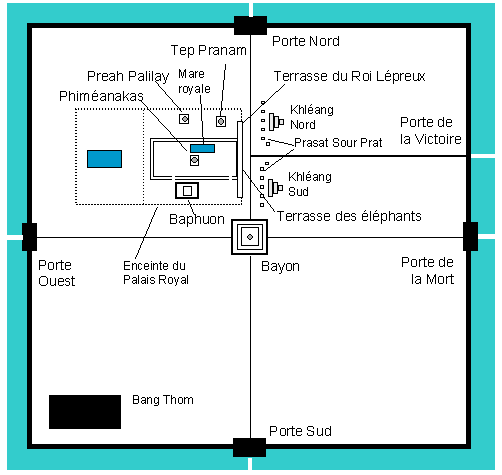
Plan d'Angkor Thom avec la position des deux terrasses : terrasse du Roi lépreux et terrasse des Éléphants.

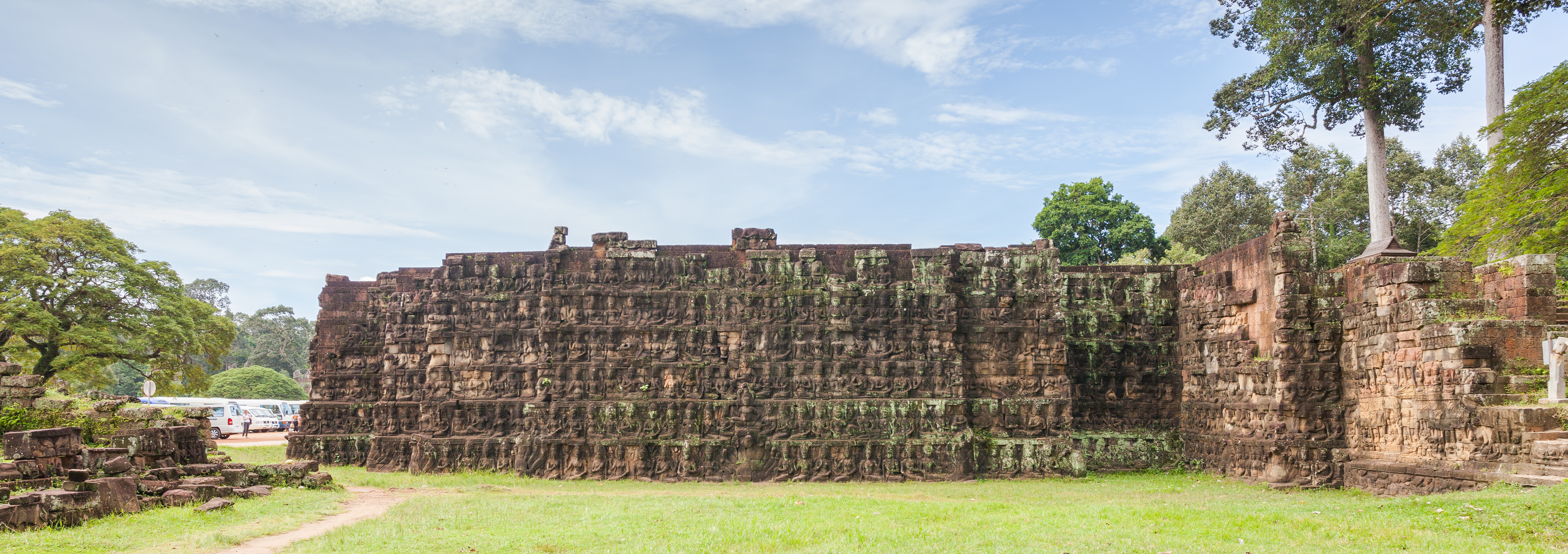
Vue des deux murs ornés, l'un devant l'autre (le deuxième ayant été découvert sous le mur extérieur lors de sa restauration) et les divinités et démons innombrables en reliefs.

Les deux terrasses ont été établies à la fin du XIIe siècle par Jayavarman VII et bordent, à l'Est, l'ancien Palais royal permettant de dominer la grande place centrale d'Angkor Thom. 
Le mur présente un parement de grès sur environ 25 m et 6 m de haut formant grossièrement un « U ». Il est entièrement orné de reliefs très ouvragés représentant, sur sept registres (sept niveaux), le panthéon hindouiste. Les dieux sont représentés dans leurs palais, avec leurs conjoints et serviteurs. Parmi les autres figures certains sont aisément identifiables : nāga à cinq, sept et neuf têtes, créatures marines, garuda et kumbhandá.

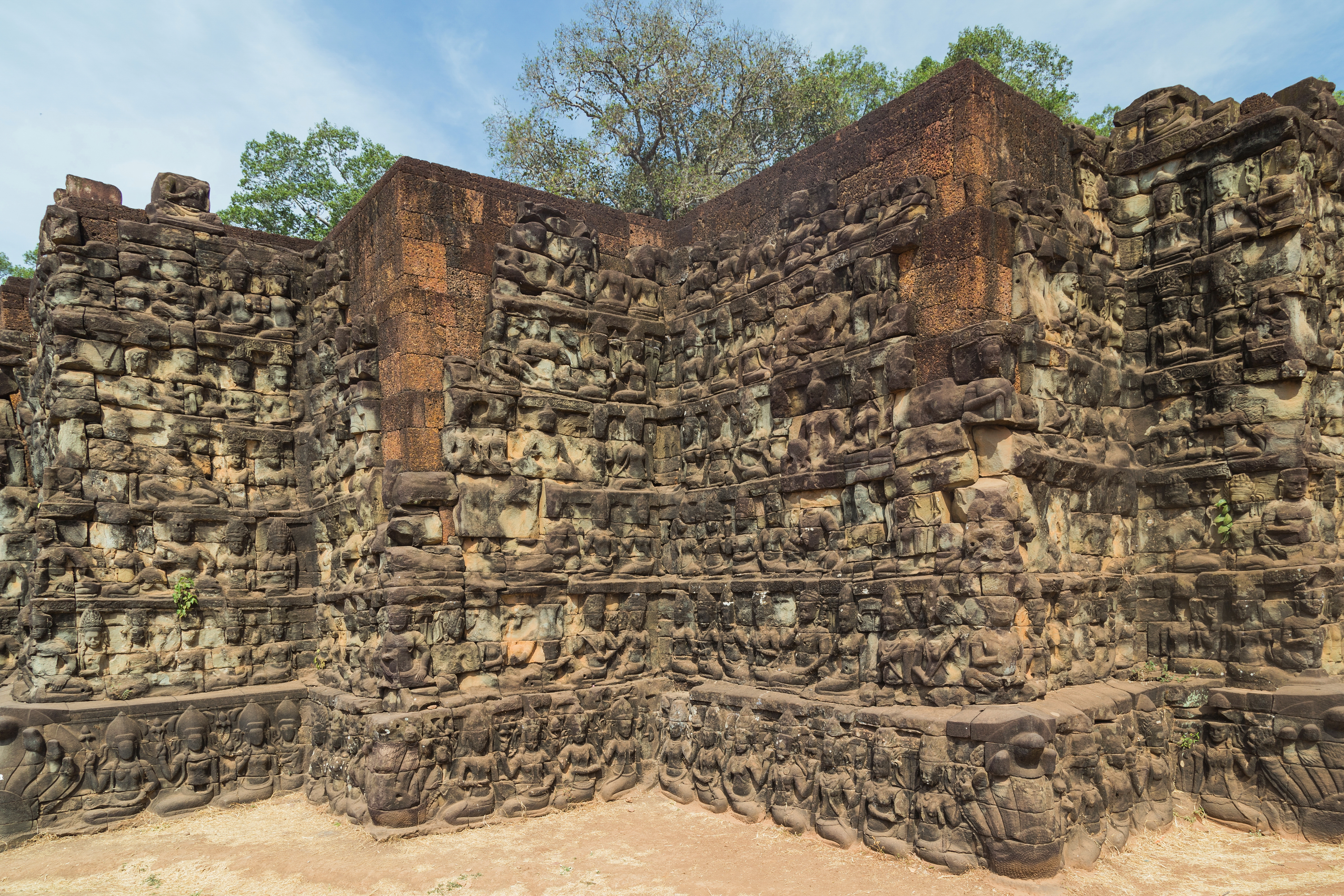
Décrochements du côté de la place.
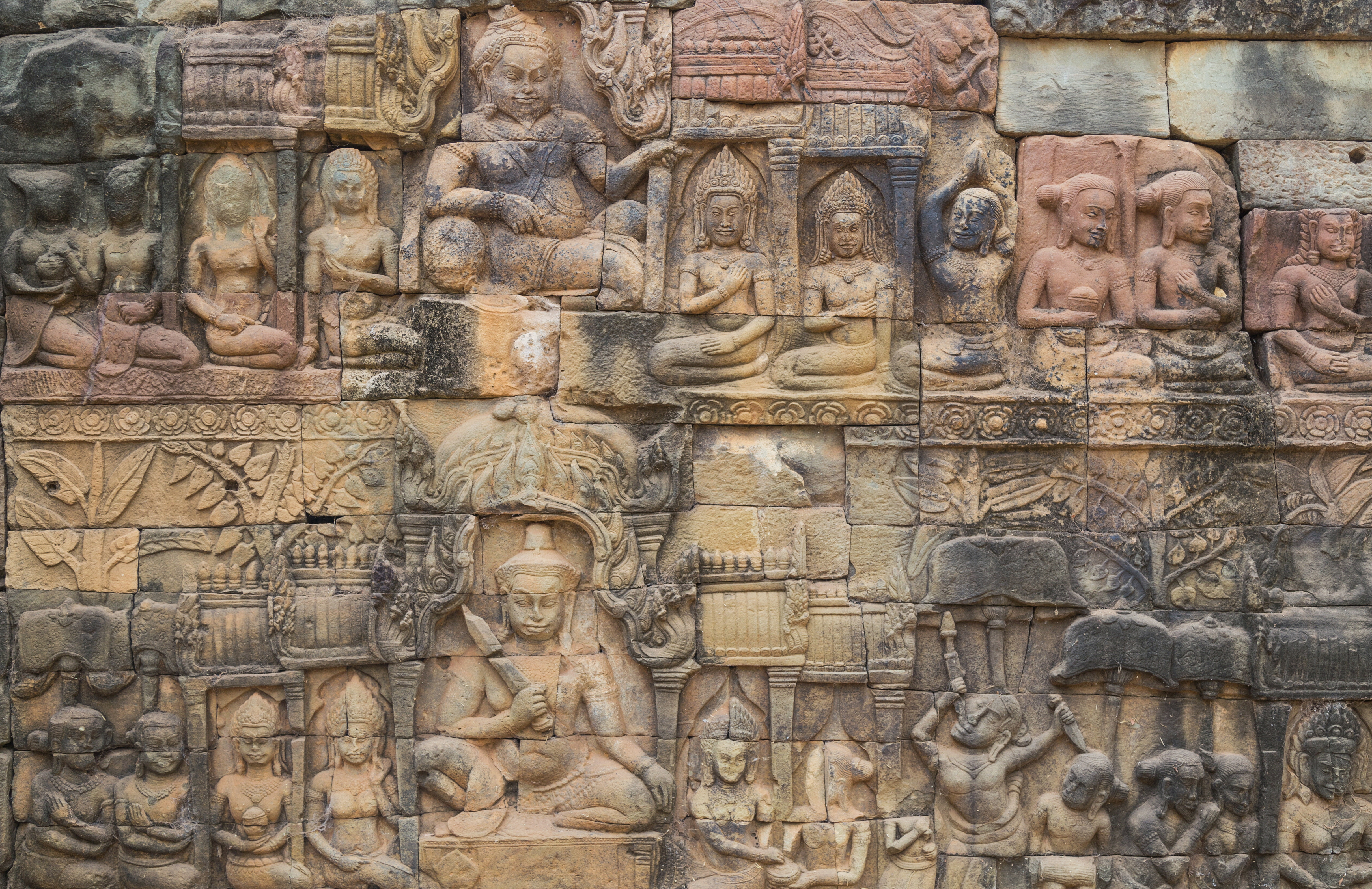
Divinités dans des palais aux architectures de bois sculpté et couverture de tuiles khmères.
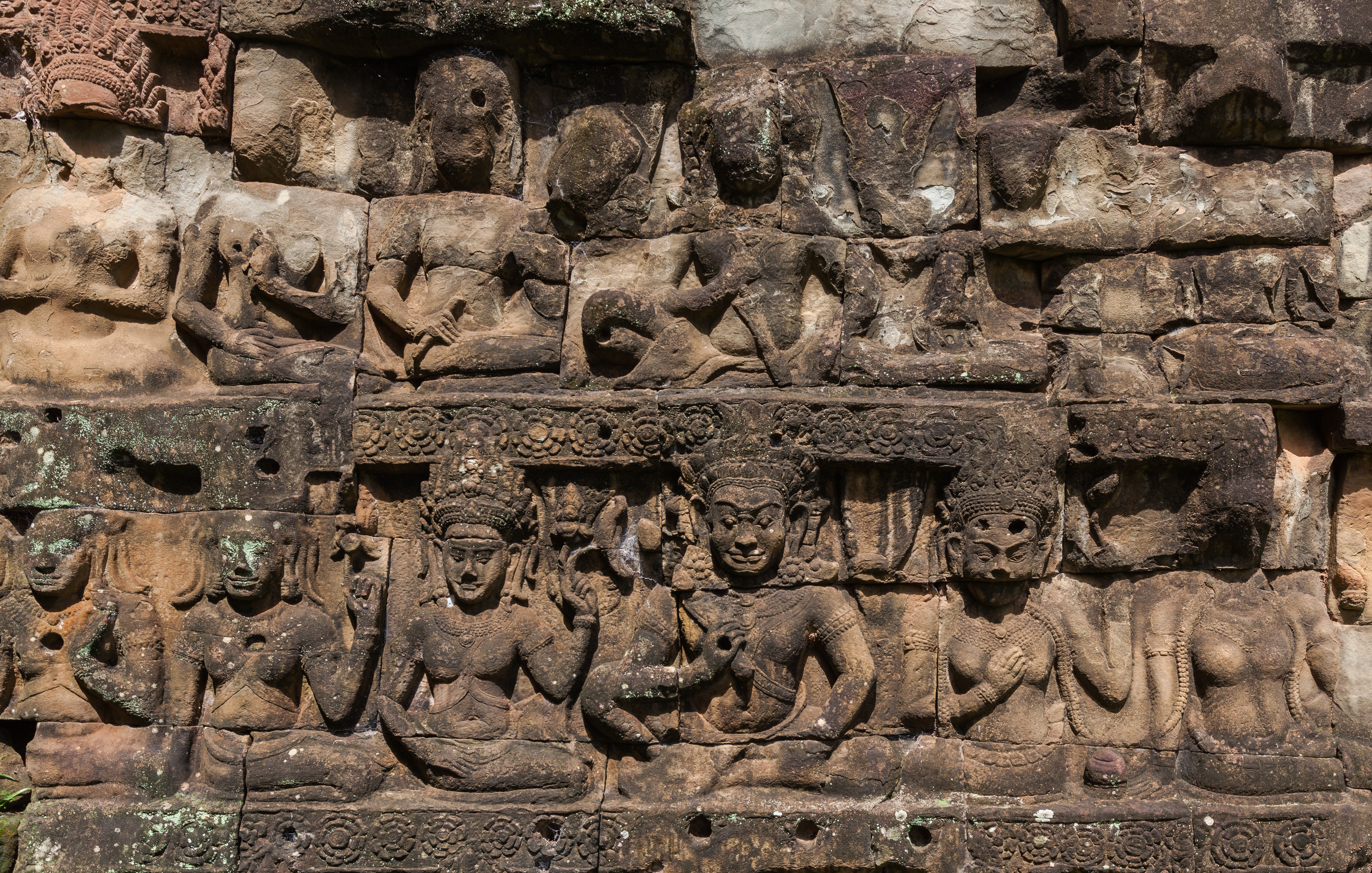
Des blocs retrouvés lors de la restauration se distinguent des anciens, plus usés.

Les restaurations menées par l'EFEO (École française d'Extrême-Orient, initialement par Bernard-Philippe Groslier en 1972 et avec Jacques Dumarçay et Christophe Pottier) sur la terrasse du Roi lépreux et inaugurées en mars 1996 ont employé la , avec la technique de l'anastylose. Ce qui nécessitait la déconstruction bloc par bloc du mur et sa reconstruction après de nombreuses rectifications des erreurs de remontage anciens. Ce travail rigoureux a mis au jour un autre mur orné qui se trouvait sous le premier. Ce second mur est présenté, depuis, deux mètres en retrait, derrière le premier. Les travaux ont permis de dégager un corridor entre les deux murs, permettant d'apprécier la décoration du second mur, tout aussi abondante que la première.

Les travaux de restauration, menés ensuite sous la direction de Christophe Pottier ont repris en 1992 sur l'élément voisin, le perron nord de la terrasse des Éléphants, en utilisant aussi l'anastylose. Ce qui offre une vision juste et considérablement enrichie sur ce que sont et ce qu'ont été ces deux terrasses.
Les structures réalisées à cette terrasse comprennent, pour chaque mur, une dalle et un mur rideau en béton armé destinés à reprendre les poussées du remblai, haut de six mètres. Bernard-Philippe Groslier avait aménagé l'évacuation des eaux de drainage vers un bassin. Les faces des pierres en contact avec le ciment ont été enduites d'un imperméabilisant.

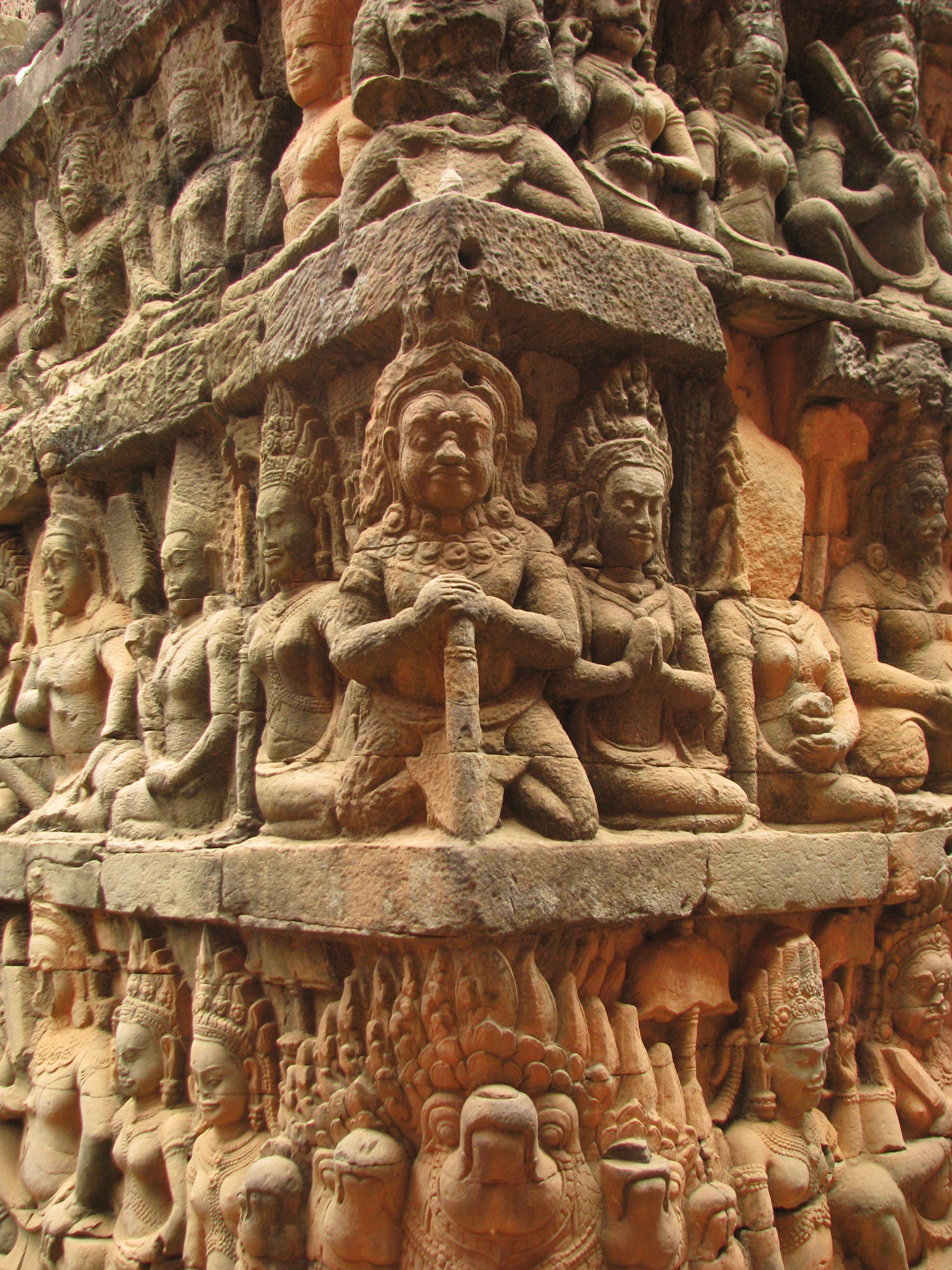
Solutions pour les angles.
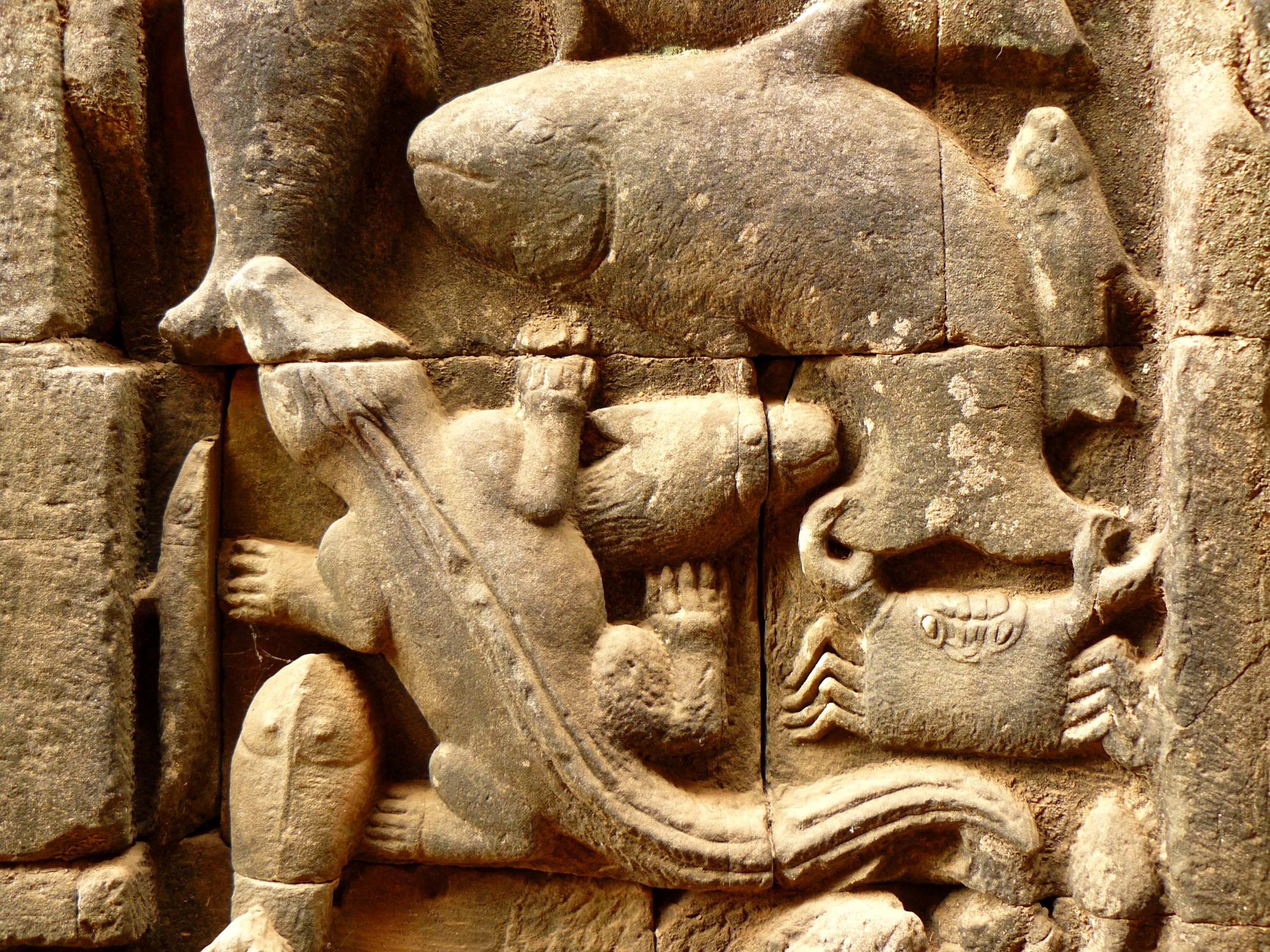
Crocodile du Siam, carpe géante du Siam et crabe.
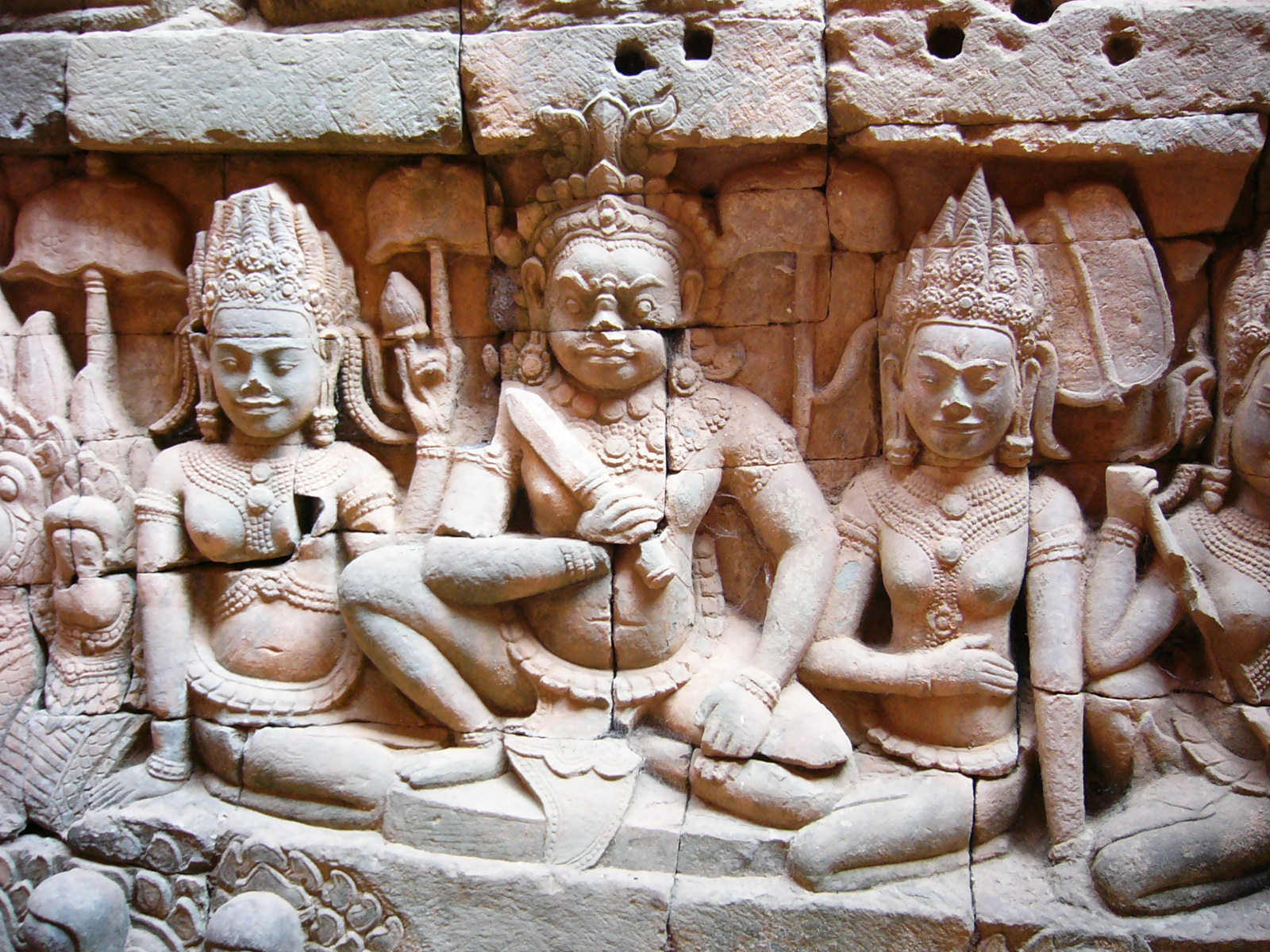
Divinités en haut-relief.
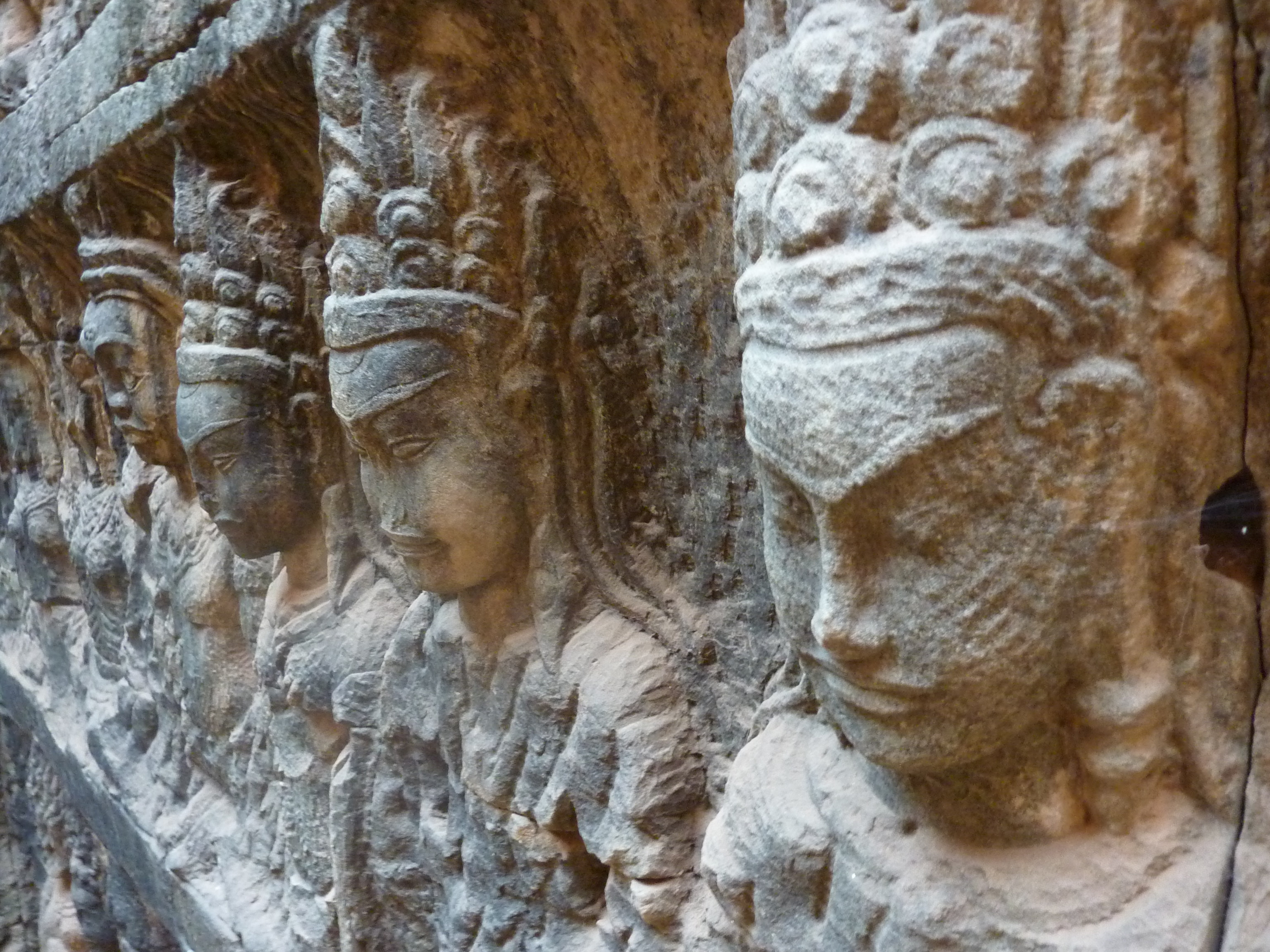
Sur les reliefs : traces des outils des sculpteurs.
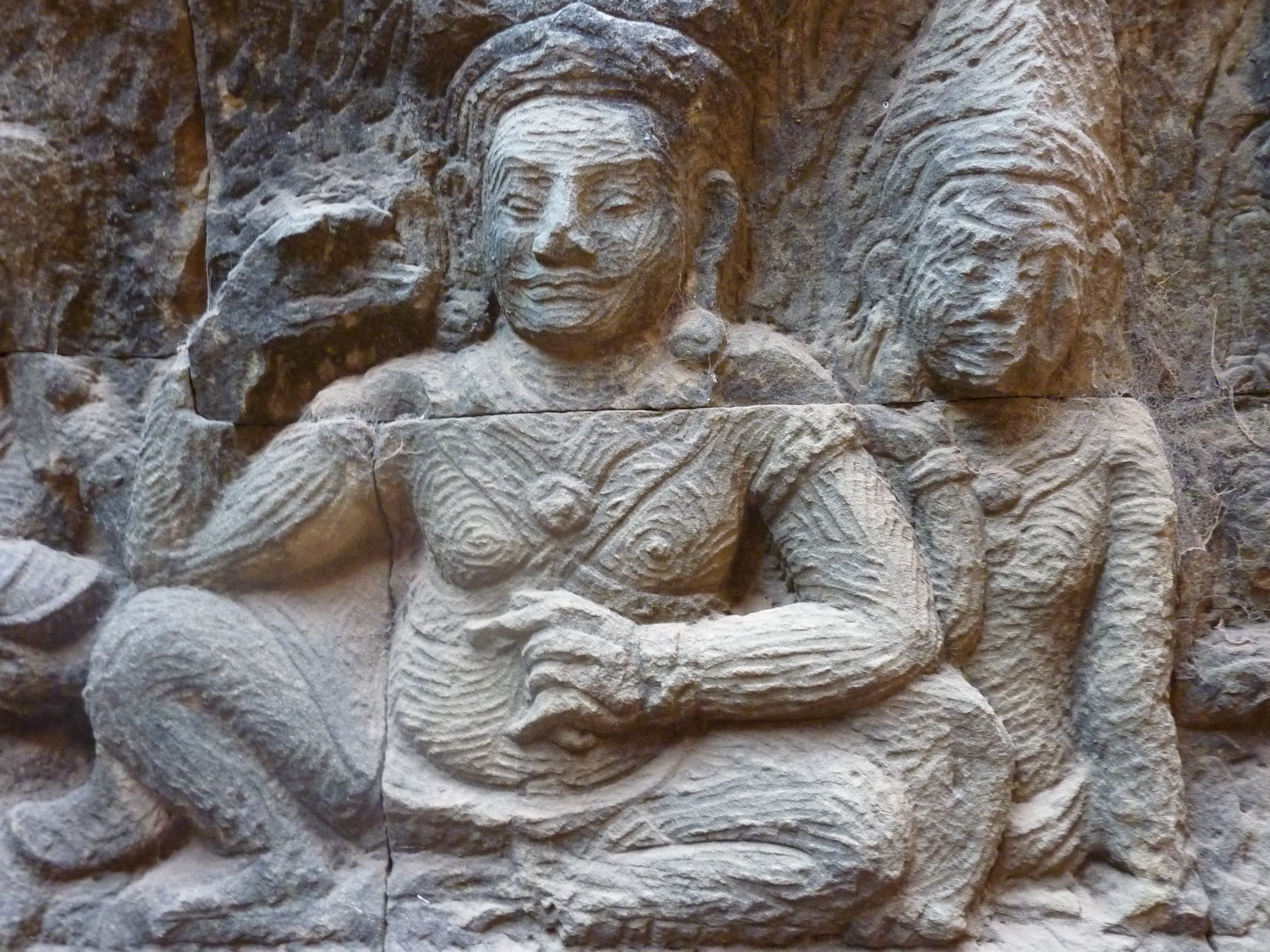
Sculptures inachevées.

Tout indique que cet espace ait été un lieu de justice royale. Une autre hypothèse en fait un men, lieu d'incinération des rois ceci en raison de la présence du Roi lépreux qui s'avère être Yama, « l'inspecteur des qualités et des fautes » qui préside au jugement des morts.
Les fouilles effectuées dans le remblai de cette terrasse ont mis au jour la base d'énormes poteaux de bois (1,10 m de diamètre à la base). Ce qui a permis de restituer virtuellement un pavillon (un bâtiment disposant de grandes ouvertures mais placé trop près du mur initial qu'il aurait fait écrouler) qui a existé à cet endroit. La terrasse a donc été élargie.
Au début du XIVe siècle, l'édification d'un monastère bouddhique a complètement transformé l'environnement : la construction de l'enceinte du monastère a entrainé la destruction presque totale du perron Nord. On y avait élevé un stupa et qui a été, lui aussi, quasiment détruit. Cette autre destruction pourrait correspondre au sac d'Angkor par les thaïs en 1330. Une nouvelle construction a été aussi détruite au cours du sac de 1430, suivi d'un abandon.

## Le Roi lépreux

### La statue
La statue qui a donné son nom à la terrasse daterait de la fin du VIIIe siècle. Elle est la première sculpture khmère à être connue en France. Son image est publiée en 1863 dans Voyage dans les royaumes de Siam, de Cambodge et de Laos et autres parties centrales de l'Indochine, de Henri Mouhot. Il s'agissait d'une gravure, qui rendait compte de l'original que de manière bien éloignée. Une photographie réalisée par John Thomson en 1866 montre la statue, quasi intégrale sous un modeste dais de bois et feuillages.
Elle figure exceptionnellement dans l'art khmer un corps nu, un corps masculin mais asexué. Une inscription datable des XIVe – XVe siècles, portée tardivement sur le socle de la statue, l'identifie à Dharmarāja, le « souverain de l'ordre », autre nom de Yama, le dieu hindouiste de la Mort, l'Inspecteur des qualités et des fautes. « Sa présence consacrerait autant un lieu à destination funéraire qu'un espace où la justice du roi était rendue ». 
La datation de la sculpture elle-même a pu se faire par comparaison à d'autres rares statues datées du VIIIe siècle où l'on retrouve des procédés stylistiques similaires : traitement du « corps bien charpenté, nez busqué, hauts sourcils incisés, yeux larges et grands ouverts, bouche aux lèvres épaisses bien dessinées et surmontée d'une forte moustache remontant haut sur les joues ». La statue aurait été posée à cet endroit par Yasovarman lorsqu'il s'est installé sur ce site. Mais la statue avait été sculptée sous le règne de Jayavarman II, le fondateur de la royauté angkorienne. Cette statue aurait été un témoin de la continuité et de l'ancienneté des fondations sacrées du Cambodge.
On l'aurait appelée ainsi car la statue avait perdu plusieurs de ses doigts, cela aurait fait penser à un symptôme de la lèpre, maladie qui a affecté, justement, un certain roi khmer, Yasovarman I. La statue semble bien dater de l'époque de ce roi.

Par ailleurs, on a cru pouvoir reconnaitre dans deux reliefs khmers, datés de Jayavarman VII, la représentation d'un prince à la main difforme, identifiée avec la griffe cubitale et dont on est en train de frictionner la jambe avec le suc d'un fruit arrondi, identifié alors comme le fruit du chaulmoogra. On peut remarquer que Jayavarman VII a fait construire de nombreux hôpitaux (arogayasala). Les reliefs mentionnés se trouvent, pour l'un, au Bayon, temple d'État de Jayavarman VII, et pour l'autre sur le fronton d'une chapelle d'un des hôpitaux établis à Angkor par le même Jayavarman VII.
Pour éviter les vols, la statue est conservée au Musée national du Cambodge à Phnom Penh ; une copie la remplace sur la célèbre terrasse.

### La légende
En voici deux versions.
« Henri Mouhot relate l'histoire du roi bâtisseur d'Angkor Vat, nommé Bua-Sivisithiwong. Celui-ci, lépreux, souhaitait obtenir la guérison des dieux et fit construire le temple d'Angkor Vat à leur intention. L'œuvre achevée mais le roi n'étant toujours pas guéri, celui-ci fit appel à un fakir qui lui proposa de se baigner dans un bain d'eau-forte. Le roi qui hésitait devant un tel traitement, lui demanda de l'essayer sur lui-même. Le fakir accepta en lui faisant promettre de jeter sur lui une poudre particulière, ce que le roi promit mais ne fit pas; selon la tradition locale, c'est cette trahison qui amena sur la ville la décadence et la ruine ».
« Autrefois le roi du Cambodge était violent et emporté. Un de ses ministres lui ayant manqué de respect, il le frappa avec l'épée sacrée du royaume, mais une goutte de sang rejaillit sur le corps du roi où apparurent rapidement les symptômes de la lèpre. Un vieux sage, par compassion, envoya un de ses jeunes disciples soigner le souverain : le traitement prescrit comportait un bain dans une cuve d'eau bouillante dans laquelle il fallait introduire successivement différentes substances médicinales, le résultat annoncé étant une guérison complète et un rajeunissement. Le roi, méfiant cependant, demanda une démonstration préalable au jeune disciple qui se plongea dans la cuve, mais la précipitation du roi ayant empêché de suivre au pied de la lettre les prescriptions, le corps du disciple se transforma en blocs de pierre qu'il fallut disperser. Outragé, le vieux sage lança une malédiction contre le roi, et la lèpre devint incurable. »

### Évocations dans la littérature
- Le Roi lépreux, roman de Pierre Benoît situé à Angkor (1927)
- La Terrasse du Roi lépreux, pièce de Yukio Mishima (1969)